# Hikaru Kitagawa
Hikaru Kitagawa (北川 ひかる Kitagawa Hikaru?), född 10 maj 1997, är en japansk fotbollsspelare som spelar för Urawa Reds. Hon värvades av BK Häcken i augusti 2024.
Hikaru Kitagawa har spelat 12 landskamper för det japanska landslaget.